# Vakuum (Roman)
Vakuum ist ein Science-Fiction-Roman des deutschen Schriftstellers Phillip P. Peterson, welcher am 23. September 2020 beim Verlag FISCHER Tor veröffentlicht wurde. Der Roman beschreibt die Reaktion der Menschheit auf eine nicht aufhaltbare kosmische Krise, dem Zerfall des Vakuums selbst, welche sich mit nahezu Lichtgeschwindigkeit der Erde nähert.

## Handlung
Am Südpol beobachtet die Astrophysikerin Susan Boyle die Detektion starker Neutrinosignale aus dem Sternhaufen der Plejaden in einer Entfernung von etwa zweihundert Lichtjahren und reist daraufhin sofort zurück in die Vereinigten Staaten. Nahe des Mondes wird derweil eine geplante Landung unter dem Kommando des Astronauten Colin Curtis aufgrund eines Notfalls abgebrochen. Es wurde ein außerirdisches Raumschiff entdeckt, welches mit nahezu Lichtgeschwindigkeit durch das Sonnensystem rast. Es fliegt jedoch an der Erde vorbei und sendet lediglich einige zunächst unverständliche Übertragungen über Quantenfeldtheorie, welche die Kenntnisse der Menschheit weit übersteigen. Eine Spektralanalyse des Antriebes des Raumschiffes zeigt jedoch, dass die Außerirdischen dabei die theoretische Grundlage für dessen Nachbau gesendet haben. Weitere Untersuchungen ergeben als Ursache der Vorfälle den Zerfall des metastabilen Higgs-Feldes in dessen Grundzustand eines wahren Vakuum nahe der Plejaden, wobei sich dieses nun mit nahezu Lichtgeschwindigkeit ins gesamte Universum ausbreiten und sämtliche Materie vernichten wird. Die Ankunft bei der Erde soll in zwei Jahren erfolgen.
In der abgelegenen Wildnis kennt niemand in einem umherziehenden Stamm eine Heilung gegen die unbekannte Krankheit von Mikel, daher will seine Tochter Pala den Stamm verlassen und mit ihm in Richtung der Städte aufbrechen. Als Begleitung kommt Toma mit, ihr bester Freund, den sie aufgrund seiner schüchternen Art nicht für einen geeigneten Partner hält. Während der von Pala angeführten Reise kommt es wie schon seit Urzeiten immer wieder zu leichten Erschütterungen und die Krankheit von Mikel verschlimmert sich, wobei sich Toma immer mehr als essentielle Hilfe herausstellt. Gemeinsam erreichen sie eine Stadt, die komplett verlassen ist und in der sich ihnen unbekannte Erscheinungen wie Hologramme befinden, mit denen sie sprechen können und die sie zum gesuchten Ziel weiterleiten.
Die Entwicklung eines Plans gegen die drohende Vernichtung beginnt. Ein durch die Detonation von Nuklearwaffen in den Weltraum gesprengtes Generationenraumschiff soll dem wahren Vakuum ewig mit leicht größerer Geschwindigkeit vorausfliegen. Durch mithilfe von gewaltigen Magnetfeldern einsammelte Teilchen aus dem interstellaren Medium (wie vor allem Wasserstoff) lässt sich während des Fluges laufend neuer Treibstoff gewinnen. Währenddessen werden sämtliche Erkenntnisse vor der Bevölkerung streng geheim gehalten, doch das YouTube-Video eines schottischen Astrophysikers über die Wahrheit geht viral und die ersten Sterne beginnen vom Nachthimmel zu verschwinden. Susan und Colin beteiligen sich derweil an Atombombentests und dem Bau des zylinderförmigen Generationenraumschiffes in Nevada, wobei dessen Fortschritt durch eine versuchte Erpressung von Plätzen auf selbigem verzögert wird. Zuvor war öffentlich bekanntgegeben worden, dass diese im ganzen Land verlost werden würden, doch Präsident Gorman enthüllt nach einer gnadenlosen Exekution der Erpresser nun seinem engsten Kreis, dass die gesamte Besatzung nach strengen Kriterien wie etwa Alter und Fruchtbarkeit ausgewählt wird. Susan und Colin wird beiden ein Platz garantiert, jedoch verzichtet Präsident Gorman freiwillig auf einen. Colin lernt eine religiöse Familie kennen, deren Eltern angereist sind, da sie sich nicht vorstellen können, dass Gott den Tod ihrer Kinder zulassen würde. Nach einiger Reflexion gibt er ihnen seine eigene Zugangsberechtigung. Aufgrund einer Regelung, die Familien von angesehenen Akademikern ebenfalls an Bord zu lassen, gibt er ihnen ebenfalls einige Ratschläge, wie sie sich dies zunutze machen, sodass die gesamte Familie an Bord gehen kann. Colin will sich nun lieber wieder mit seiner immer noch geliebten Exfrau versöhnen und verbringt mit ihr anschließend die letzten sechs Monate ruhig in einem abgelegenen Berghaus.
Ähnliche Missionen von China und Russland scheitern jeweils wegen eines Sturms von Menschenmassen auf das Generationenschiff und dessen Zerstörung während des Startes durch die Atombomben. Kurz vor dem geplanten Start in Nevada stürmen ebenfalls Menschen auf das Gelände und dringen in die Kontrolleinrichtung ein. Das Generationenschiff wird gestartet und verschwindet kurz unerwartet vom Radar, erreicht dann aber sicher den Erdorbit. Eine anschließende Flucht aus der Kontrolleinrichtung misslingt, etwa wird Präsident Gorman mit einem Messerstich durch sein linkes Auge schreiend ermordet. Während der Beschleunigungsphase weg von der Erde auf nahezu Lichtgeschwindigkeit müssen die Menschen an Bord lange in engen Räumen verbringen, wobei es zu Unruhen und sogar einer Ermordung kommt. Nach einem Jahr wird das zylinderförmige Generationenraumschiff für künstliche Gravitation in Rotation versetzt und der Bau von Häusern beginnt. Susan hat inzwischen einen Partner gefunden. Über das gewaltige Magnetfeld vor dem Raumschiff kann aus dem interstellaren Medium zudem Material für dessen Ausbau gewonnen werden. Aufgrund der leichten Reibung kommt es während des Fluges ununterbrochen zu einer langsamen Abbremsung, die durch regelmäßigen Schub ausgeglichen werden muss. Das wahre Vakuum hat inzwischen längst die Erde vernichtet. In ihren letzten Momenten saßen Colin und seine Exfrau mit einem Glas Wein auf der Veranda und bekräftigten sich ein letztes Mal ihre Liebe zueinander, als der helle Jupiter vom Himmel verschwand.
Mikel erreicht mit Pala und Toma die Brücke des inzwischen auf gewaltige Größe angewachsenen Generationenraumschiffes. Mikel kann dort von seinem Krebs geheilt werden. Die künstliche Intelligenz an Bord erzählt ihnen, dass Menschen schon seit mehr als zweihundert Jahren nicht mehr die Brücke betreten haben und einige grundlegende Informationen über ihre Vorfahren. Mikel erfährt von der Möglichkeit, dass sich die regelmäßigen Erschütterungen deaktivieren lassen, und verlangt es aufgrund ihrer störenden Wirkung auf die Bewässerung von Feldern. Toma besteht jedoch darauf, dass sich ihre Vorfahren etwas dabei gedacht haben müssen, lässt sich von Mikel nicht einschüchtern und setzt sich durch. Pala hält ihn inzwischen für den richtigen Partner für sie.

## Hintergrund

Ein Skalarfeld in einem falschen („false“) Vakuum hat eine höhere Energie als in einem wahren („true“) Vakuum.

Der Roman belegte den 3. Platz beim Deutschen Science-Fiction-Preis im Jahr 2021.
Eine potentielle Metastabilität des Higgs-Feldes und einen daraus resultierenden Zerfall wird in der Quantenfeldtheorie untersucht. Das Vakuum ist nicht die Abwesenheit sämtlicher Felder und Energie, da diese stets durch Vakuumfluktuationen vorhanden sind und es daher eine positive Nullpunktsenergie gibt, die das globale Minimum der Energie darstellt. Aktuell ist jedoch noch unklar, ob das Vakuum sich wirklich in diesem Zustand befindet oder ein Übergang in dieses vom momentanen lokalen Minimum der Energie durch eine andere Konfiguration der Quantenfelder möglich ist.
Die Nutzung von Atombomben für den Antrieb im Weltall oder sogar den Start von der Erde aus wurde im Jahr 1947 von Stanisław Marcin Ulam vorgeschlagen und ist inzwischen als Nuklearer Pulsantrieb bekannt. Bereits im Jahr 1873 leitete James Clerk Maxwell aus den nach ihm benannten Maxwell-Gleichungen die Existenz des Strahlungsdrucks ab, welcher schon von Johannes Kepler als Erklärung für die stets von der Sonne weg gerichteten Kometenschweife vermutet wurde. Dies ist ebenfalls die Grundlage für die Funktionsweise von Sonnensegeln. Geeignete Adaptionen und Weiterentwicklungen dieser Ideen sind ein beliebtes Element in Science-Fiction-Romanen; komplett andere Umsetzungen werden etwa in Jenseits der Zeit von Liu Cixin oder in The Clockwork Rocket von Greg Egan (hier ebenfalls für ein Generationenraumschiff) beschrieben.

## Kritik
Josefson von der österreichischen Tageszeitung „Der Standard“ findet, Phillip P. Peterson habe die „nicht nachvollziehbare Entscheidung getroffen, einen dritten Handlungsstrang einzuflechten, der viel zu viel verrät“. Dabei bleiben „höchstens noch Details“, darunter etwa die „in ebenso schöner wie schön beschriebener Weise“ geschilderte Charakterentwicklung von Colin. Das sei „gut gedacht und auch gemacht“. Beim Zentralgedanken nach dem Sinn von erkaufter Zeit, wenn das Ende sowieso schon feststeht, sei dabei der „Gedanken dahinter stärker als das Gefühl, das er hervorrufen wollte“. An solchen Stellen seien „Ansätze für etwas mehr Tiefgang“ zu sehen. Insgesamt fühle sich der Roman an wie „die Wiederholung eines Fußballspiels, dessen Ausgang man bereits kennt“.
Laut dem Stadtmagazin Bielefelder interessiere sich Phillip P. Peterson „mehr für die Physik des Universums und dicke Raketen“. Zwar erreiche der Roman das Niveau von Stephen Baxter & Co. nicht, sei aber „unterhaltsam und spannend“ sowie ein „fantastischer Schmöker“.
Laut der Zuger Presse „spielt der Autor mit neueren physikalischen Beobachtungen, die zumindest theoretisch ebenso schlimme Szenarien zulassen“ und biete „Spannung pur“.